# Ovis nivicola
O carneiro-das-neves (Ovis nivicola) é uma espécie de carneiro selvagem, do nordeste da Sibéria que vive preferencialmente em montanhas; a subespécie isolada O. nivicola borealis vive nas montanhas de Putoran. O. nivicola é muito similar ao Bighorn, e alguns zoólogos consideram o carneiro-das-neves uma subespécie desse outro.